# Barra de São Francisco
Barra de São Francisco este un oraș în unitatea federativă Espírito Santo (ES) din Brazilia.